# Chic
Chic é uma banda dos Estados Unidos formada entre 1975 e 1976 pelo guitarrista Nile Rodgers e pelo baixista Bernard Edwards. Eles são mais lembrados por suas músicas disco, incluindo "Dance Dance Dance" (Yowsah, Yowsah, Yowsah) (1977), "Everybody Dance" (1977), "Le Freak" (1978), "I Want Your Love" (1978), "Good Times" (1979) e "My Forbidden Lover" (1979).

## História
A história da banda começa em 1970 quando Nile Rodgers e Bernard Edwards se conhecem a acabam por formar uma banda de rock chamada The Boys que posteriormente mudou o nome para Big Apple, mas foram impedidos pelo fato de serem negros. Então, em 1976, eles juntam-se ao ex-percussionista das bandas Labelle e Ecstacy, Passion & Pain Tony Thompson e começam a tocar inicialmente como um trio.
Mas a banda precisava de um vocalista e, no mesmo ano, Norma Jean entrou na banda e juntos em 1977 lançam o álbum de estreia. O álbum de estreia foi puro sucesso trazendo canções disco como Dance Dance Dance (Yowsah Yowsah Yowsah) e Everybory Dance. O álbum rendeu à banda logo de cara um disco de ouro.
Logo após o disco de estreia, Nile e Bernard (os "cabeças" da banda) começam a preparar o disco solo de Norma. O disco foi lançado no mesmo ano com o nome de Norma Jean e trouxe o sucesso dançante Saturday. Ao sair da banda, Norma indicou sua amiga Luci Martin para ser a nova vocalista, mas antes de sair da banda Norma participou do histórico disco We Are Family, do quarteto Sister Sledge, que era produzido por Nile e Bernard.
Com a saída de Norma, Luci Martin foi admitida na banda, mas não como vocalista e sim como back up, pois a vocalista Alfa Anderson, que havia trabalhado com a banda no disco de estreia, ganhou o honrado posto.

### A nova vocalista
No mesmo ano de 1978, a banda já com Alfa nos vocais, lança um obra-prima da Disco Music, o álbum C’est Chic, que ganha o disco duplo de platina e traz inesquecíveis canções como I Want Your Love e a imortal Le Freak (maior Hit da banda).
O sucesso foi tanto que até hoje o disco é o mais vendido da gravadora Atlantic (hoje Warner) com quase 7 milhões de cópias na época. No ano seguinte mais um imenso sucesso, o álbum Risque, que trouxe a tona canções eternas como My Feet Keep Dancing, My Forbidden Lover e a grandiosa Good Times, esta última que influenciou a maioria das bandas de disco e funk da época, além de ter servido como base para as primeiras músicas de Hip Hop. O chic é considerada a maior e melhor banda de Disco de todos os tempos, fora seus álbuns, Nile e Bernard produziram artistas como Sister Sledge, Sheila B.Devotion, Madonna, David Bowie's, Duran Duran e Dianna Ross. Além de influenciarem bandas como a Sugar Hill Gang's, Madonna em especial os seus hits Holiday, Into To The Groove, Like A Virgin e Erótica a dupla Nile e Bernard, além da banda Change ser considera (Chic Jr).
Na década de 1980, com a queda da Disco Music, a banda lutou para manter músicas nas paradas e fazer com que seus álbuns vendessem, o fraco sucesso e as baixas vendas levaram ao fim da banda em 1985. Porém, em 1992, a banda se juntou novamente e lançaram o álbum Chic-Ism com a canção Chic Mystique, aclamada pelo público e crítica, levando a banda a uma nova turnê mundial como nos velhos tempos. No mesmo ano, Nile recebeu o título de Top Productor World, foi incluído no Hall da Fama dos compositores, mas infelizmente, no dia 18 de abril de 1996 seu eterno parceiro, Bernard Edwards, morreu, vítima de pneumonia aos 43 anos. Mesmo sem ele, a banda continuou com os shows e, em 2003, foi a vez de Thompson, vitima de câncer nos rins no dia 12 de novembro, aos 48 anos.

## Rock and Roll Hall of Fame
Chic foi indicado onze vezes para o Rock and Roll Hall of Fame, mas não recebeu votos suficientes para se tornar um candidato. Eles se tornaram oficialmente o ato mais indicado na história do Hall a não serem candidatos.

## Discografia
- Chic (1977)
  - Dance Dance Dance (Yowsah Yowsah Yowsah)
  - São Paulo
  - You Can Get By
  - Everybody Dance
  - Est-ce Que (C'est Chic)
  - Falling In Love With You
  - Strike Up The Band
- C'est Chic (1978)
  - Chic Cheer
  - Le Freak
  - Savoir Faire
  - Happy Man
  - I Want Your Love
  - At Last I Am Free
  - Sometimes You Win
  - (Funny) Bone
- Norma Jean (1978) Norma Jean
  - Saturday
  - Having A Party
  - I Believe In You
  - Sorcecer
  - So I Get Hurt Again
  - This Is The Love
  - I Like love
- Risqué (1979)
  - Good Times
  - A Warm Summer Night
  - My Feet Keep Dancing
  - My Forbidden Lover
  - Can't Stand To Love You
  - Will You Cry
  - What About Me
- We Are Family (1979) Sister Sledge
  - He's the Greatest Dancer
  - Lost In Music
  - Somebody Loves Me
  - Thinking Of You
  - We Are Family
  - Easier To Love
  - You're A Friend To Me
  - One More Time
- Norma Jean Wright 7" (1979) Norma Jean
  - High Society
  - Hold Me Lonely Boy
- Real People (1980)
  - Open Up
  - Real People
  - I Loved You More
  - I Got Protection
  - Rebels Are We
  - Chip Off The Old Block
  - 26
  - You Can't Do It Alone
- King Of The World (1980) Sheila B.Devotion
  - Spacer
  - Mayday
  - Charge Plates And Credit Cards
  - Misery
  - King Of The World
  - Cover Girl
  - Your Love Is Good
  - Don't Go
- Love Somebory Today (1980) Sister Sledge
  - Got To Love Somebody
  - You Fooled Around
  - I'm A Good Girl
  - Easy Street
  - Reach Your Peak
  - Pretty Baby
  - How To Love
  - Let's Go On A Vacation
- Diana (1980) Diana Ross
  - Upside Down
  - Tenderness
  - Friend To Friend
  - I'm Coming Out
  - Have Fun (Again)
  - My Old Piano
  - Now That You're Gone
  - Give Up
- Take It Off (1981)
  - Stage Fright
  - Burn Hard
  - So Fine
  - Flash Back
  - Telling Lies
  - Your Love Is Cancelled
  - Would You Be My Baby
  - Take It Off
  - Just Out Of Reach
  - Baby Doll
- Koo Koo (1981) Debby Harry
  - I Love My Lady
  - I Want To Fall In Love
  - It's Alright To Love Me
  - Judy'
  - Love And Be Loved
  - Sing
  - Take Me
  - Go With The Flow
- Tongue In Chic (1982)
  - Hangin'
  - I Feel Your Love Comin' On
  - When You Love Someone
  - Chic (Everybody Say)
  - Hey Fool
  - Sharing Love
  - City Lights
- Believer (1983)
  - Believer
  - You Are Beautiful
  - Take A Closer Look
  - Give Me The Lovin'
  - Show Me Your Light
  - You Got Some Love For Me
  - In Love With Music
  - Party Everybody
- Chic-ism (1992)
  - Chic Mystique
  - Your Love
  - Jusagroove
  - Something You Can Feel
  - One And Only One
  - Doin' That Thing To Me
  - Chic-ism
  - In It To Win It
  - My Love's For Real
  - Take My Love
  - High
  - M.M.F.T.C.F.
  - Chic Mystique (Reprise)

Live at the Budokan (1999)
- - Bernard introduction
  - Band introduction
  - Le Freak
  - Dance, Dance, Dance (Intro)
  - Dance, Dance, Dance
  - I Want Your Love
  - Sister Sledge (Intro)
  - He's the Greatest Dancer
  - We are family (Intro)
  - We Are Family
  - Do That Dance
  - Good Times (Intro)
  - Good Times/Rappers Delight
  - Stone Free (Intro)
  - Stone Free
  - Chic Cheer
  - Backstage
  - Bernard #2

### Singles
| Ano  | Título                                              | Posições nas paradas | Posições nas paradas | Posições nas paradas | Posições nas paradas | Posições nas paradas | Álbum                     |
| Ano  | Título                                              | US Hot 100           | US R&B               | US Club Play         | US A/C               | UK                   | Álbum                     |
| 1977 | Chic - Dance, Dance, Dance (Yowsah, Yowsah, Yowsah) | 6                    | 6                    | 1                    | -                    | 6                    | Chic                      |
| 1977 | Chic - Everybody Dance                              | 38                   | 12                   | 1                    | -                    | 9                    | Chic                      |
| 1978 | Norma Jean Wright - Saturday                        | -                    | -                    | 10                   | -                    | -                    | Norma Jean                |
| 1978 | Chic - Le Freak                                     | 1                    | 1                    | 1                    | 48                   | 7                    | C'est Chic                |
| 1978 | Chic - I Want Your Love                             | 7                    | 5                    | 1                    | 9                    | 4                    | C'est Chic                |
| 1979 | Sister Sledge - He's the Greatest Dancer            | 9                    | 1                    | 1                    | -                    | 6                    | We Are Family             |
| 1979 | Sister Sledge - We Are Family                       | 2                    | 1                    | 1                    | 30                   | 7                    | We Are Family             |
| 1979 | Sister Sledge - Lost In Music                       | -                    | 35                   | -                    | -                    | 17                   | We Are Family             |
| 1979 | Norma Jean Wright - High Society                    | -                    | -                    | 92                   | -                    | -                    | -                         |
| 1979 | Chic - Good Times                                   | 1                    | 1                    | 1                    | 26                   | 5                    | Risqué                    |
| 1979 | Chic - My Forbidden Lover                           | 43                   | 33                   | 3                    | -                    | 15                   | Risqué                    |
| 1979 | Chic - My Feet Keep Dancing                         | -                    | 42                   | -                    | -                    | 21                   | Risqué                    |
| 1980 | Sheila B.Devotion - Spacer                          | -                    | 28                   | 44                   | -                    | 18                   | King of the World         |
| 1980 | Sister Sledge - Got To Love Somebody                | 64                   | 6                    | 34                   | -                    | 34                   | Love Somebody Today       |
| 1980 | Sister Sledge - Reach Your Peak                     | -                    | 21                   | 34                   | -                    | -                    | Love Somebody Today       |
| 1980 | Sister Sledge - Let's Go On Vacation                | -                    | 63                   | -                    | -                    | -                    | Love Somebody Today       |
| 1980 | Diana Ross - Upside Down                            | 1                    | 1                    | 1                    | 18                   | 2                    | diana                     |
| 1980 | Diana Ross - I'm Coming Out                         | 5                    | 5                    | 1                    | -                    | 13                   | diana                     |
| 1980 | Chic - Rebels Are We                                | 61                   | 8                    | 29                   | -                    | -                    | Real People               |
| 1980 | Chic - Real People/Chip Off The Old Block           | 79                   | 51                   | -                    | -                    | -                    | Real People               |
| 1981 | Debbie Harry - Backfired                            | 43                   | 71                   | 29                   | -                    | 32                   | Koo Koo                   |
| 1981 | Debbie Harry - The Jam Was Moving                   | 82                   | -                    | -                    | -                    | -                    | Koo Koo                   |
| 1981 | Chic - Stage Fright                                 | -                    | 34                   | -                    | -                    | -                    | Take It Off               |
| 1982 | Chic - Soup For One                                 | 80                   | 14                   | -                    | -                    | -                    | Soup For One (soundtrack) |
| 1982 | Carly Simon - Why                                   | -                    | -                    | -                    | -                    | 10                   | Soup For One (soundtrack) |
| 1982 | Chic - Hangin'                                      | -                    | 48                   | -                    | -                    | 64                   | Tongue in Chic            |
| 1983 | Chic - Give Me The Lovin'                           | -                    | 57                   | -                    | -                    | -                    | Believer                  |
| 1984 | Chic - Chic Cheer                                   | -                    | -                    | -                    | -                    | 81                   |                           |
| 1987 | Chic - Jack Le Freak                                | -                    | -                    | 15                   | -                    | 19                   |                           |
| 1992 | Chic - Chic Mystique                                | -                    | 48                   | 1                    | -                    | 48                   | Chic-Ism                  |
| 1992 | Chic - Your Love                                    | -                    | -                    | 3                    | -                    | -                    | Chic-Ism                  |